# La Sestina
La Sestina est une canzone de deuil composée en 1610 par Claudio Monteverdi et publiée en 1614. Poétiquement et musicalement, elle prend la forme d'un cycle de six madrigaux.

## Historique
En 1608, Claudio Monteverdi, maître de chapelle de la cour du duc de Mantoue, compose L'Arianna, tragédie en musique (sur un livret d'Ottavio Rinuccini) à l'occasion du mariage de François Gonzague, héritier du duc Vincent Ier de Mantoue (Vincenzo Gonzaga), avec l'infante Marguerite de Savoie.
Il en réserve le rôle-titre à son élève, la jeune cantatrice prodige Caterina Martinelli mais celle-ci est emportée par la variole le 7 mars 1608, à l'âge de 18 ans, peu de temps avant la création de L'Arianna, le 26 mai 1608.
Pour commémorer le souvenir de Caterina, le duc Vincenzo commande à l'écrivain de cour Scipione Agnelli une canzone de deuil intitulée Lagrime d'amante al sepolcro dell'amata (« Larmes de l'amant sur la tombe de l'aimée ») que Monteverdi compose en 1610 et publie en 1614 sous le nom de Sestina dans son sixième livre de madrigaux.

## Forme
La canzone prend la forme d'une sestina, ou sestine, une forme poétique complexe qui consiste en « une canzone bâtie sur six mots-rimes qui se succèdent selon une technique de combinaisons sophistiquées » et très élaborées.

## Structure
- Prima parte : Incenerite spoglie (Restes réduits en cendres)
- Seconda parte : Ditelo voi (Dites-le, vous [fleuves])
- Terza parte : Darà la notte il sol (Le soleil donnera, la nuit)
- Quarta parte : Ma te raccoglie (Mais [le ciel] t'accueille)
- Quinta parte : O chiome d'or (O cheveux d'or)
- Sesta et ultima parte : Dunque, amate reliquie (Donc, reliques aimées)

## Discographie
- La Sestina (avec Il ballo delle ingrate, Les Arts florissants, dirigés par William Christie (Harmonia Mundi, 1982)

Jill Feldman, soprano
Guillemette Laurens, mezzo-soprano
Dominique Visse, haute-contre
Michel Laplénie, ténor
Philippe Cantor, baryton